# Palaestrida flabellicornis
Palaestrida flabellicornis là một loài bọ cánh cứng trong họ Meloidae. Loài này được MacLeay miêu tả khoa học năm 1887.